# Qatar ExxonMobil Open 1999 - Qualificazioni doppio
Le qualificazioni del doppio  del Qatar ExxonMobil Open 1999 sono state un torneo di tennis preliminare per accedere alla fase finale della manifestazione. I vincitori dell'ultimo turno sono entrati di diritto nel tabellone principale. In caso di ritiro di uno o più giocatori aventi diritto a questi sono subentrati i lucky loser, ossia i giocatori che hanno perso nell'ultimo turno ma che avevano una classifica più alta rispetto agli altri partecipanti che avevano comunque perso nel turno finale.
Le qualificazioni del doppio del torneo Qatar ExxonMobil Open 1999 prevedevano 4 coppie partecipanti di cui una è entrata nel tabellone principale.

## Teste di serie
1. Brandon Coupe /  Mark Merklein (Qualificati)

1. Sander Groen /  Goran Ivanišević (primo turno)

## Qualificati
1. Brandon Coupe  /   Mark Merklein

## Tabellone

### Legenda
| - Q = Qualificato - WC = Wild card - LL = Lucky loser | - ALT = Alternate - SE = Special Exempt - PR = Protected Ranking | - w/o = Walkover - r = Ritirato - d = Squalificato |

|  | Primo turno | Primo turno                                       | Primo turno                                       | Primo turno | Primo turno |  |  | Ultimo turno | Ultimo turno                | Ultimo turno | Ultimo turno | Ultimo turno |  |
|  |             |                                                   |                                                   |             |             |  |  |              |                             |              |              |              |  |
|  | 1           | Brandon Coupe Mark Merklein                       | Brandon Coupe Mark Merklein                       | 6           | 6           |  |  |              |                             |              |              |              |  |
|  |             | Sultan Khalfan Al Alawi Nasser-Ghanim Al Khulaifi | Sultan Khalfan Al Alawi Nasser-Ghanim Al Khulaifi | 1           | 0           |  |  | 1            | Brandon Coupe Mark Merklein | 6            | 3            | 6            |  |
|  |             | David DiLucia Michael Sell                        | 6                                                 | 4           | 6           |  |  |              | David DiLucia Michael Sell  | 1            | 6            | 4            |  |
|  | 2           | Sander Groen Goran Ivanišević                     | 4                                                 | 6           | 3           |  |  |              |                             |              |              |              |  |